# Marcus Collins
Marcus Collins, né le 15 mai 1988 à Liverpool, est un chanteur anglais, issu de la huitième saison du télé-crochet britannique The X Factor, dont il termine deuxième, derrière le groupe gagnant Little Mix.
Il est actuellement à l'affiche de Kinky Boots, au West End de Londres où il interprète l'un des Lola's Angels.

## The X Factor(2011)
| Show           | Chanson                                        | Chanson                                        | Chanson                                        | Chanson                                        | Thème                         | Résultat                  |
| -------------- | ---------------------------------------------- | ---------------------------------------------- | ---------------------------------------------- | ---------------------------------------------- | ----------------------------- | ------------------------- |
| Auditions      | Signed, Sealed, Delivered I'm Yours            | Signed, Sealed, Delivered I'm Yours            | Signed, Sealed, Delivered I'm Yours            | Signed, Sealed, Delivered I'm Yours            | Free choice                   | Through to bootcamp       |
| Bootcamp 1     | Born This Way                                  | Born This Way                                  | Born This Way                                  | Born This Way                                  | Bootcamp challenge            | Through to bootcamp 2     |
| Bootcamp 2     | Kiss from a Rose                               | Kiss from a Rose                               | Kiss from a Rose                               | Kiss from a Rose                               | Free choice                   | Through to judges' houses |
| Judges' houses | One Big Family                                 | One Big Family                                 | One Big Family                                 | One Big Family                                 | Free choice                   | Through to live shows     |
| Judges' houses | Rolling in the Deep                            |                                                |                                                |                                                | Free choice                   | Through to live shows     |
| Live show 1    | Moves like Jagger                              | Moves like Jagger                              | Moves like Jagger                              | Moves like Jagger                              | Britain vs America            | Saved by Barlow           |
| Live show 2    | Russian Roulette                               | Russian Roulette                               | Russian Roulette                               | Russian Roulette                               | Love and heartbreak           | Safe (7th)                |
| Live show 3    | Are You Gonna Go My Way                        | Are You Gonna Go My Way                        | Are You Gonna Go My Way                        | Are You Gonna Go My Way                        | Rock                          | Safe (4th)                |
| Live show 4    | Superstition/Need You Tonight                  | Superstition/Need You Tonight                  | Superstition/Need You Tonight                  | Superstition/Need You Tonight                  | Halloween                     | Safe (6th)                |
| Live show 5    | Reet Petite                                    | Reet Petite                                    | Reet Petite                                    | Reet Petite                                    | Floorfillers                  | Safe (2nd)                |
| Live show 6    | Another One Bites the Dust                     | Another One Bites the Dust                     | Another One Bites the Dust                     | Another One Bites the Dust                     | Lady Gaga vs. Queen           | Safe (4th)                |
| Live show 7    | (Your Love Keeps Lifting Me) Higher and Higher | (Your Love Keeps Lifting Me) Higher and Higher | (Your Love Keeps Lifting Me) Higher and Higher | (Your Love Keeps Lifting Me) Higher and Higher | Movies                        | Safe (4th)                |
| Live show 8    | I'm Your Man                                   | I'm Your Man                                   | I'm Your Man                                   | I'm Your Man                                   | Guilty pleasures              | Safe (3rd)                |
| Live show 8    | Lately                                         | Lately                                         | Lately                                         | Lately                                         | Heroes                        | Safe (3rd)                |
| semi finals    | My Girl                                        | My Girl                                        | My Girl                                        | My Girl                                        | Motown                        | Safe (2nd)                |
| semi finals    | Can You Feel It                                | Can You Feel It                                | Can You Feel It                                | Can You Feel It                                | Songs to get you to the final | Safe (2nd)                |
| Final          | Hey Ya!                                        | Hey Ya!                                        | Hey Ya!                                        | Hey Ya!                                        | Free choice                   | Safe (2nd)                |
| Final          | She's Always a Woman (avec Gary Barlow)        | She's Always a Woman (avec Gary Barlow)        | She's Always a Woman (avec Gary Barlow)        | She's Always a Woman (avec Gary Barlow)        | Mentor duet                   | Safe (2nd)                |
| Final          | (Your Love Keeps Lifting Me) Higher and Higher | (Your Love Keeps Lifting Me) Higher and Higher | (Your Love Keeps Lifting Me) Higher and Higher | (Your Love Keeps Lifting Me) Higher and Higher | Favourite performance         | Runner-up (2nd)           |
| Final          | Last Christmas                                 | Last Christmas                                 | Last Christmas                                 | Last Christmas                                 | Christmas                     | Runner-up (2nd)           |
| Final          | Cannonball                                     | Cannonball                                     | Cannonball                                     | Cannonball                                     | Winner's single               | Runner-up (2nd)           |

## Discographie

### Albums
| Album          | Détails                                                                               | Peak chart positions | Peak chart positions | Peak chart positions |
| Album          | Détails                                                                               | UK                   | IRE                  | SCO                  |
| -------------- | ------------------------------------------------------------------------------------- | -------------------- | -------------------- | -------------------- |
| Marcus Collins | - Date de sortie : 12 mars 2012 - Label : RCA Records - Format : CD, Digital download | 7                    | 24                   | 8                    |

### Singles
| Année | Titre             | Peak chart positions | Peak chart positions | Peak chart positions | Peak chart positions | Album          |
| Année | Titre             | UK                   | HUN                  | IRE                  | SCO                  | Album          |
| ----- | ----------------- | -------------------- | -------------------- | -------------------- | -------------------- | -------------- |
| 2012  | Seven Nation Army | 9                    | 13                   | 49                   | 9                    | Marcus Collins |
| 2012  | Mercy             | 194                  | —                    | —                    |                      | Marcus Collins |

### En groupe
| Année | Singles                                                                                         | Peak chart positions | Peak chart positions | Peak chart positions |
| Année | Singles                                                                                         | UK                   | IRL                  | SCO                  |
| ----- | ----------------------------------------------------------------------------------------------- | -------------------- | -------------------- | -------------------- |
| 2011  | Wishing on a Star (en) (as part of The X Factor finalists 2011 featuring JLS and One Direction) | 1                    | 1                    | 1                    |

## Vie privée
Marcus Collins est ouvertement homosexuel.